# Sigh No More
Sigh No More — другий студійний альбом німецького павер-метал-гурту Gamma Ray, випущений 21 вересня 1991 року студією Noise Records. У 2002 році він був перевиданий з новою обкладинкою і став частиною Ultimate Collection. Цей перевиданий альбом також вийшов окремо. З цього альбому розпочалась тенденція до постійної зміни складу гурту, яка продовжувалась до релізу п'ятого альбому, а саме: Улі Куш замінив Матіаса Бурхарда на барабанах, і Дірк Шлехтер офіційно приєднався до гурту як гітарист.

## Список композицій
| #   | Назва                     | Автор слів     | Автор музики                  | Тривалість |
| --- | ------------------------- | -------------- | ----------------------------- | ---------- |
| 1.  | «Changes»                 | Хансен/Вессель | Хансен/Шіперс/Шлехтер/Вессель | 5:43       |
| 2.  | «Rich And Famous»         | Хансен         | Хансен                        | 4:38       |
| 3.  | «As Time Goes By»         | Хансен/Сільк   | Хансен/Сільк                  | 4:41       |
| 4.  | «(We Won't) Stop The War» | Хансен/Вессель | Хансен/Вессель                | 3:47       |
| 5.  | «Father And Son»          | Шлехтер/Шіперс | Шлехтер                       | 4:25       |
| 6.  | «One With The World»      | Хансен         | Хансен/Вессель                | 4:47       |
| 7.  | «Start Running»           | Шіперс         | Вессель                       | 3:56       |
| 8.  | «Countdown[a]»            | Хансен         | Хансен                        | 4:15       |
| 9.  | «Dream Healer»            | Хансен/Шіперс  | Хансен                        | 6:21       |
| 10. | «The Spirit»              | Хансен/Шіперс  | Хансен/Вессель                | 4:17       |

Японське видання
| #   | Назва            | Автор слів | Автор музики | Тривалість |
| --- | ---------------- | ---------- | ------------ | ---------- |
| 11. | «Sail On (live)» | Хансен     | Хансен       |            |

 Перевидання 2002 року
| #   | Назва                                      | Автор слів    | Автор музики                          | Тривалість |
| --- | ------------------------------------------ | ------------- | ------------------------------------- | ---------- |
| 11. | «Heroes[b]»                                | Хансен/Шіперс | Хансен/Шіперс/Шлехтер                 | 5:00       |
| 13. | «Dream Healer (pre-production version)[c]» | Хансен/Шіперс | Хансен                                | 9:36       |
| 14. | «Who Do You Think You Are?[d]»             | Хансен        | Хансен/Шіперс/Шлехтер/Улі Куш/Вессель | 5:06       |

↑ «Countdown» не пристуній на вініловій та касетній версії альбому.

↑ «Heroes» — альтернативна версія "Changes"і також з'являється у японській версії Insanity and Genius.

↑ «Dream Healer (демо-версія)» також з'вляється у міні-альбомі Future Madhouse.

↑ «Who Do You Think You Are?» також з'являється у європейській версії міні-альбому Heaven Can Wait і Who Do You Think You Are?.